# La La La (Never Give it Up)
La La La (Never Give it Up) este single-ul de debut al cântăreței de origine suedeză, September.

## Informații generale
Pe data de 6 februarie a anului 2003, September a lansat în Suedia un EP, care conținea melodia La La La (Never Give it Up) în original, în varianta remixată scurt și lung și o altă versiune pentru radio mai lungă.
Pe 2 iunie 2003 a fost lansat și sigle-ul de debut al artistei, La La La (Never Give it Up), care se încadrează în stilurile muzicale pop și dance. Piesa a fost și primul single lansat sub marca casei de înregistrări Stockholm Records. Melodia a fost compusă de Jonas Von Der Burg, Niclas Von Der Burg și Anoo Bhagavan, iar textul ei prezintă dorința lui Markund de a cânta în orice împrejurare.
În topul celor mai difuzate piese din Suedia, single-ul a reușit să obțină un loc opt, ieșind din top 100 după 22 de săptămâni, iar în Rusia a obținut poziția cu numărul patru. La La La (Never Give it Up) ocupă în prezent poziția cu numărul 667 în topul celor mai bune melodii din toate timpurile.
În videoclipul filmat pentru acest single, Petra Marklund este surprinsă mergând pe stradă, ținând un microfon în mână și cântând melodia. Clipul a fost difuzat deseori pe posturile televizate din regiunea Scandinaviei.

## Lista melodiilor
La La La (Never Give It Up) EP -Lansat: 6 februarie 2003 (Suedia)
- "La La La (Never Give It Up)" (Single Edit) (3:20)
- "La La La (Never Give It Up)" (Radio Extended) (5:54)
- "La La La (Never Give It Up)" (Remix Short) (3:24)
- "La La La (Never Give It Up)" (Remix Long) (5:08)

La La La (Never Give It Up) Single -Lansat: 2 iunie 2003 (Suedia)
- "La La La (Never Give It Up)" (Single Edit) (3:20)
- "La La La (Never Give It Up)" (Radio Extended) (5:54)

Informațiile pentru această secțune provin de la magazinul iTunes.

## Poziții ocupate în topuri
| Chart (2003)          | Peak position |
| --------------------- | ------------- |
| Swedish Singles Chart | 8             |
| Russian Singles Chart | 4             |